# Краснокрылая иглохвостка
Краснокрылая иглохвостка (лат. Synallaxis hellmayri) — южноамериканский вид воробьинообразных птиц из семейства печниковых (Furnariidae), ранее выделяемый в монотипический род Gyalophylax. Этот вид обитает в некоторых типах каатинги на востоке Бразилии (северо-восток Пиауи, запад Пернамбуку, север Баия и крайний север Минас-Жерайс), на высоте от 200 до 400 метров над уровнем моря.

## Описание
Краснокрылая иглохвостка достигает длины 18—19 см и массы 25—26 г. Половой диморфизм не выражен. У взрослых особей лицо, макушка, спина, надхвостье и кроющие перья хвоста однородного тёмно-коричневого цвета. Кроющие перья крыльев тускло-каштановые, а маховые перья коричневато-серые. Хвост черноватый. Подбородок и горло чёрные. Остальная часть нижней части тела коричневато-серая. Радужная оболочка от оранжевой до рыжевато-коричневой, клюв от чёрного до черновато-коричневого цвета, а ноги серые. Молодые особи имеют сероватые кроющие перья крыльев.